# Rosh Pinah
Rosh Pinah ist eine private Bergbaustadt im Süden Namibias. Sie liegt rund 100 km nordöstlich von Oranjemund und 200 km südwestlich von Keetmanshoop. Die Stadt gehört zum Wahlkreis Oranjemund in der Region ǁKharasKlicklaut. Hauptwirtschaftszweig bilden die Lizenzen von sechs bestehenden Bergwerken für den Abbau von Zink und Blei, insbesondere die Skorpion-Zink-Mine.
Die Stadt liegt rund 20 km nördlich des Oranje im sogenannten Gariep-Gürtel, zwischen dem Diamantensperrgebiet im Westen und den Hunsbergen im Westen.

## Geschichte
Der Geologe Michael McMillan entdeckte bei der geologischen Kartierung des Gebietes im Jahre 1963 Sulfidvorkommen und fünf Jahre später, 1967, begann der Bau und 1969 schließlich der Betrieb der ersten Mine. Die ersten Minenbetreiber waren die staatliche Iscor aus Südafrika und Moly Copper Mining Company des jüdischen Industriellen Mosi Eli Kehan, der dem Ort auch seinen hebräischen Namen gab (siehe Rosch Pina).
Bereits seit 2001 bemüht sich die RoshSkor Township Pty Ltd. um die Proklamation von Rosh Pinah als Stadt und den damit verbundenen Möglichkeiten der Weiterentwicklung und des Landerwerbs. Im Januar 2011 war die Proklamation weiterhin offen und auch bis Juni 2019 nicht vollendet. Mitte 2022 wurde das Thema anhand einer Machbarkeitstudie wieder aktuell.

## Infrastruktur

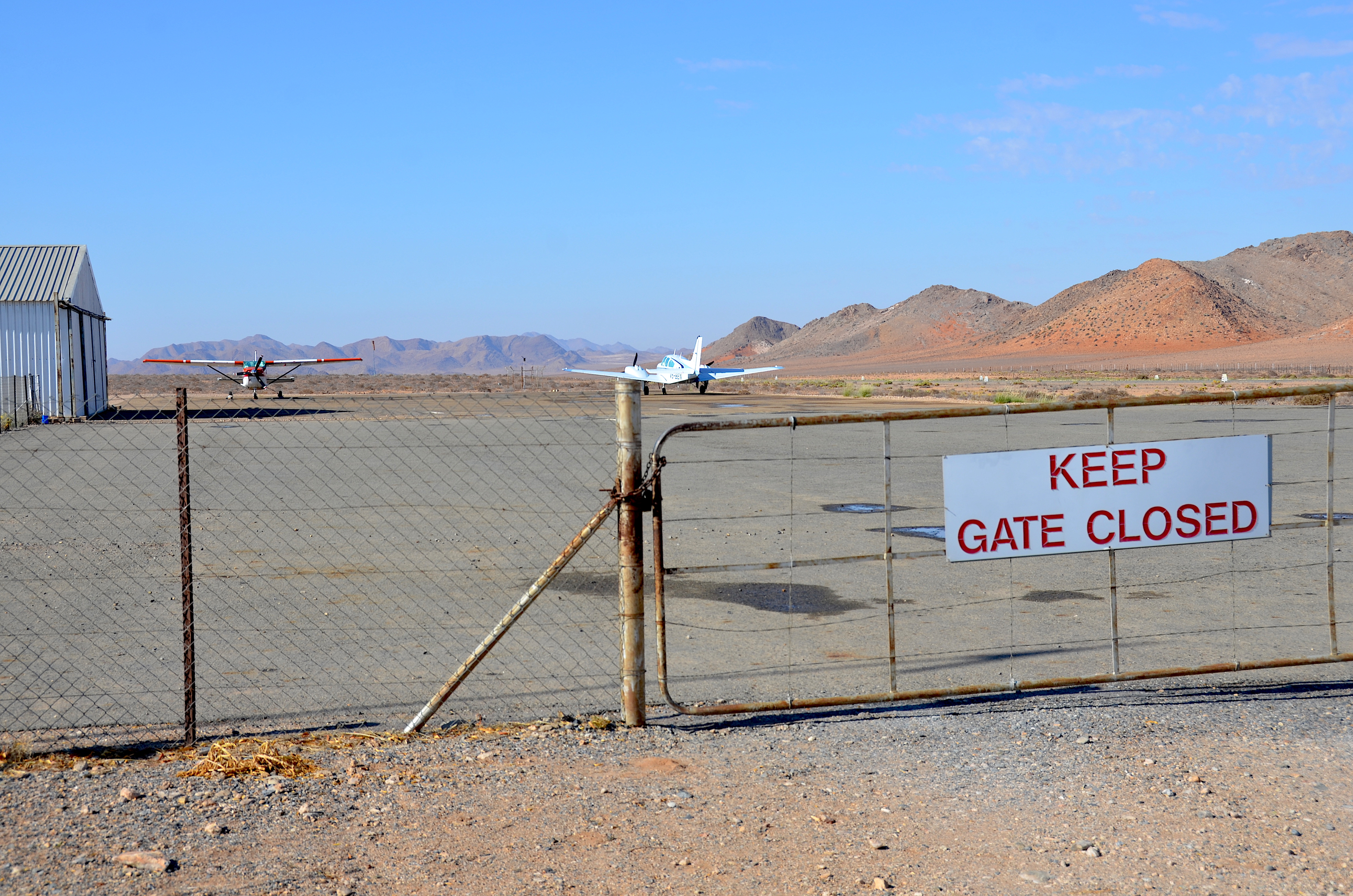
Flugplatz bei Rosh Pinah (2017)

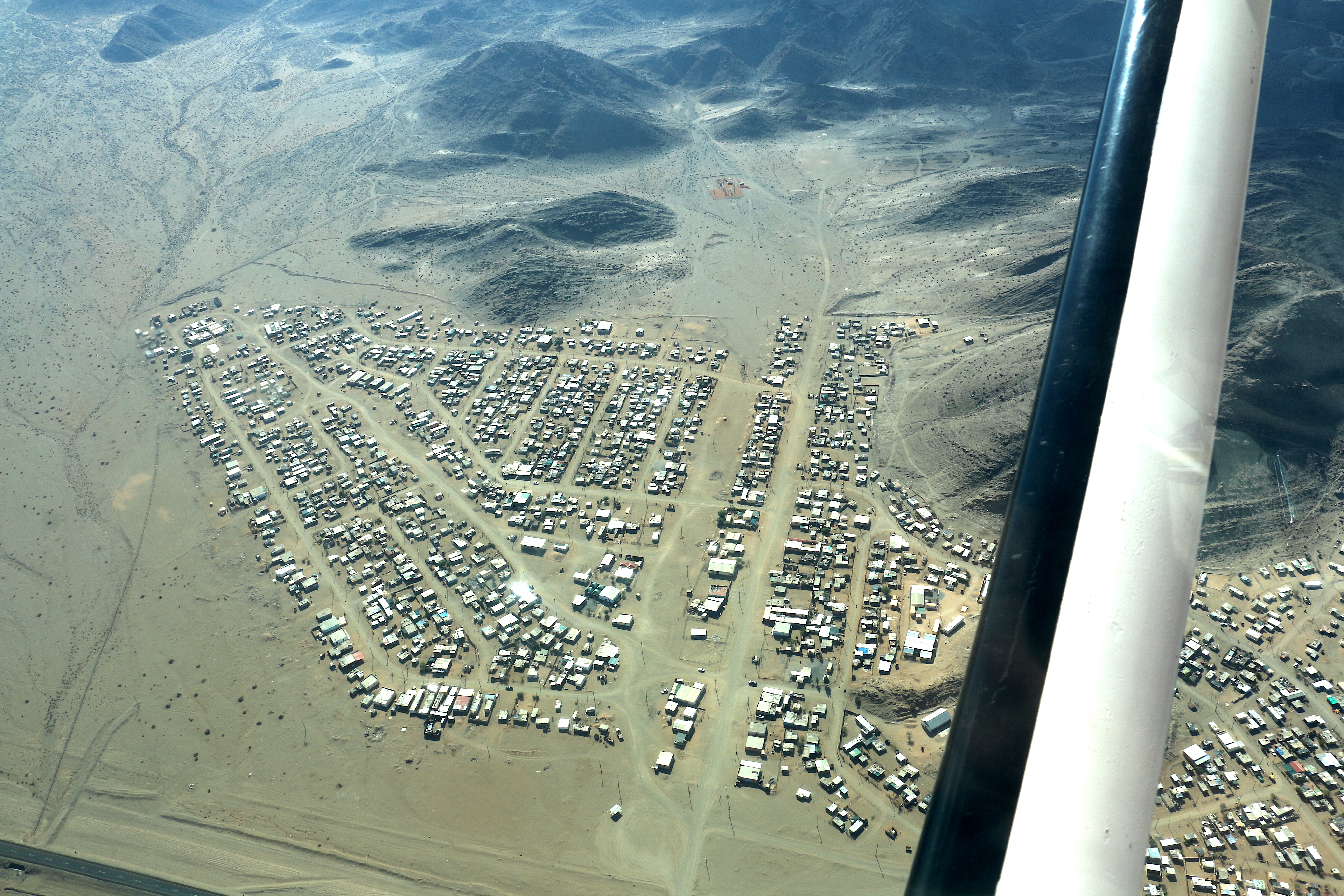
Township bei Rosh Pinah

Rosh Pinah besitzt mit der Hauptstraße C13 über Witputz eine Straßenanbindung an die nördlich gelegene Nationalstraße B4 sowie eine Straße entlang des Oranje nach Oranjemund und Noordoewer.
Rosh Pinah hat ein Krankenhaus und seit 15. Februar 2011 eine eigene Polizeiwache.
Die Stadt beziehungsweise die Skorpion-Mine verfügt über einen Flugplatz. Dieser liegt 15 Kilometer nördlich der Stadt und sieben Kilometer südlich der Skorpion-Mine.
Zwei Kilometer nördlich von Rosh Pinah befindet sich ein Township.

## Bildungseinrichtungen
- Rosh Pinah Academy
- Hoeksteen Primary School
- Tsau-ǁKhaeb Secondary School